# 叉鼻蟾魚屬
叉鼻蟾魚屬（学名：Chatrabus），為輻鰭魚綱蟾魚目蟾魚科的其中一属。

## 下属物种
- 南非叉鼻蟾魚 Chatrabus felinus：又稱南非裸蟾魚
- 亨氏叉鼻蟾魚 Chatrabus hendersoni
- 四帶叉鼻蟾魚 Chatrabus melanurus：又稱叉鼻蟾魚。